# Szentábrahámi Lombard Mihály
Szentábrahámi Lombard Mihály (Városfalva, 1683 – Kolozsvár, 1758. március 30.) unitárius lelkész, erdélyi magyar unitárius püspök 1737-től haláláig.

## Élete
Az udvarhelyszéki Városfalván született a helybeli unitárius lelkész, Szentábrahámi György fiaként.
Iskoláit nem tudjuk hol kezdte, Kolozsvárra 1698. október 11-én került, itt végzett az 1709-1710-es tanévben, olyan eredménnyel, hogy az egyház vezetősége elküldte az Erdély szervezésére alakított országos bizottság tagjaival Szebenbe. A nagyszebeni országos bizottság unitárius tagjai mellett hitszónokként működött. Ekkor ismerkedett meg Homoródszentmártoni Bíró Sámuellel, a jelentős unitárius államférfivel, akinek kezdeményezésére és nagy összegű pénzbeli támogatásával 1712 tavaszán vagy nyarán külföldi tanulmányútra indulhatott. 1713 május elsején már a leideni egyetem hallgatója. 1714 november 5-én pedig odera-frankfurti egyetemre iratkozott be, de megfordult Halléban is. Filozófiát és teológiát hallgatott. 
Külföldről 1715. augusztus 18-án érkezett haza. Előbb Homoródszentmártoni Biró Sámuel fiainak házitanítója volt, majd 1716. február 27-étől a kolozsvári unitárius iskola tanára, majd 1720-tól igazgatója lett. Átélte a kollégium 1718. évi elvételét és a belső magyar utcai épületbe való átköltözést.
Tanított egyetemes egyháztörténelmet, földrajzot, jogot, csillagászatot, fizikát, geometriát, teológiát és egyháztörténelmet.
1720-ban nősült. Felesége Takács Sára volt.
1720-ban az iskola igazgatójául választották. Igazgatóként megteremtette az új iskola működésének feltételeit. Az 1718-20-as évek ínsége és a fellépett pestis alatt az éhező diákok a patrónusok és a nemesek jóindulatától függtek. 1731-ben ismét élelmezési problémák álltak elő. Szentábrahámi meghatározta az igazgatói hatáskört és igyekezett annak érvényt is szerezni.
1724-ben főjegyzővé, majd 1737-be püspökké, a kolozsvári egyházközség papjává és a kolozs-dobokai kör esperesévé választották.
A püspöki tisztséget 21 évig viselte. Kitűnt apostoli munkásságával, a vallásos élet megelevenítésével, a hitvédelemmel és az egyházépítéssel. A korabeli unitárius egyház szemének, szívének és szájának mondták. Ő volt a 18. század legnagyobb unitáriusa, s az egyház második alapítója.
1758. március 3-án halt meg. Április 5-én temették, temetési beszédet Fejérvári Sámuel és Agh István mondtak. Sírja a házsongárdi temetőben található.

## Művei
- „A keresztény hittudomány összege az unitáriusok szerint” (latin nyelven megjelent 1787-ben), magyar fordítója Derzsi Károly és Albert János volt. A könyv magyar nyelven 1899-ben jelent meg Ferencz József előszavával.
- Írt tankönyveket, gyászbeszédeket és imádságokat.
- Imádságoskönyv (1749)
- Summa universae theologiae secundum unitarios…
- Beszéd Homoródszentmártoni Bíró Sámuel felett 1721-ben [2]

Pozsonyban